# Veszélyes hulladék
A veszélyes hulladék különleges kezelést igénylő hulladék. Az élővilágra, főként az emberre és környezetére közvetlenül vagy közvetve, bomlástermékein keresztül káros hatást kifejtő hulladék. Bár a radioaktív hulladék is lényegileg veszélyes hulladék, a jogi szabályozás nem ide sorolja.

## Magyarországijogszabályok szerint
Veszélyes hulladéknak az a hulladékanyag minősül, amely a hulladékról szóló 2012. évi CLXXXV. törvény 1. mellékletében felsorolt veszélyességi jellemzők – HP 1 (robbanásveszélyes), HP 2 (oxidáló), HP 3 (tűzveszélyes), HP 4 (irritáló), HP 5 (toxikus; célszervi (STOT), vagy aspirációs), HP 6 (toxikus, akut), HP 7 (rákkeltő, karcinogén), HP 8 (maró), HP 9 (fertőző), HP 10 (reprodukciót károsító), HP 11 (mutagén), HP 12 (akut mérgező gázokat fejlesztő), HP 13 (érzékenységet okozó), HP 14 (ökotoxikus), HP 15 (a HP 1–14 valamelyike, amivel az eredeti hulladék nem rendelkezik) – legalább egyikével rendelkezik, valamint ha a környezetvédelmi hatóság megállapítja, hogy az rendelkezik a törvény mellékletében foglaltak valamelyik tulajdonságával. Az ismeretlen eredetű anyag mindaddig veszélyes hulladéknak minősül, amíg az azonosítása meg nem történik.
A hulladékanyagok veszélyességét az EWC kódokat tartalmazó környezetvédelmi leírás tartalmazza (csillagjellel megjelölve), melyről a hulladékjegyzékről szóló 72/2013. (VIII. 27.) VM rendelet rendelkezik. A háztartásban keletkező veszélyes hulladékokkal a 72/2013. VM rendelet kivételt tesz. A különbségtétel gyakorlatilag a háztartási szelektív hulladékgyűjtést foglalja magába.

## A fogalom története
Régebben a veszélyes hulladékok elhelyezése még nem volt szabályozva, így minden szervezet úgy szabadult meg veszélyes hulladékától, ahogy tudott. Csupán a 20. század vége felé kezdték el a veszélyes hulladékkal szennyezett területek felmérését. Az Amerikai Egyesült Államok területén 1994-re közel 40 ezer ilyen területet fedeztek fel, ezek közül 1296 hely került „elsőbbségi listára”. Ez azt jelenti, hogy ezeket a területeket környezeti és egészségügyi kockázatuk miatt meg kell tisztítani a szennyezőanyagoktól, és emberi beavatkozás szükséges a környezet helyreállításához.[forrás?]

## Hulladékok csoportosítása környezeti hatás szerint, EWC kódok
- Környezetre nem veszélyes hulladékok
- Környezetre veszélyes hulladékok
  - Mérgező (toxikus)
  - Karcinogén
  - Fertőző
  - Tűz- és robbanásveszélyes
  - Mutagén (mutációt okozó)
  - Korrozív
  - Radioaktív

## Szabályozása Magyarországon
Veszélyes hulladékok a hulladékról szóló 2012. évi CLXXXV. törvény 1. mellékletében felsorolt anyagok. 

### A hulladékjegyzék
A  hulladékjegyzékről szóló 72/2013. (VIII. 27.) VM rendelet tartalmazza az egyes hulladékok 3x2 jegyű számokkal jelzett EWC kód szerinti besorolását két számjegyű főcsoportok, illetve 2x2 jegyű alcsoportok alatt. Minden egyes EWC kódnál * jellel jelzik, hogy vajon veszélyes hulladéknak számít-e vagy sem.
A külön jogszabályban nem nevesített anyagok veszélyességének megállapítására vonatkozó eljárási szabályokat és módszereket a 225/2015. (VIII. 7.) Korm. rendelet szabályozza. E szerint a hulladékjegyzékben nem szereplő vagy ismeretlen összetételű anyagok veszélyességének meghatározása a Környezet- és Természetvédelmi Főfelügyelőség kompetenciájába tartozik, amely a vizsgálat lefolytatása után mérlegeléssel hozza meg határozatát. A veszélyes hulladékok meghatározása nem egységes, országonként változó. A veszélyesnek minősülő hulladékok kezeléséhez és szállításához engedély szükséges, összetételét és származási helyét dokumentálni kell. Magyarországon a veszélyes hulladékok kezelését a 102/1996. (VII. 12.) Korm. rendelet szabályozza.

### A veszélyes hulladékok osztályozása
A veszélyes hulladékokat összetételük és a környezetre való veszélyességük alapján három osztályba sorolják:
- I. Különösen veszélyes
- II. Fokozottan veszélyes
- III. Mérsékelten veszélyes

A veszélyes hulladékokkal szennyezett magyarországi területek felmérése és megtisztítása érdekében született Országos Hulladékgazdálkodási Terv 2014-2020. 
Hazánkban 2014-ben 653000 tonna veszélyes hulladék keletkezett (KSH). Ennek egy része hasznosítható, más része ártalmatlanítható, és csupán a maradék szakszerű elhelyezéséről kell gondoskodni, azonban meg kell oldani az elmúlt évtizedekben keletkező, és napjainkig az üzemekben tárolt 70-80 millió tonna veszélyesnek minősülő hulladék feldolgozását és ártalmatlanítását is. A veszélyes hulladékok elhelyezésére szánt lerakónak számos kritériumnak kell megfelelnie. Először is gondosan kell kiválasztani a legjobb helyet, megvizsgálják a talaj szerkezetét és összetételét, az elhelyezendő hulladék várható összetételét, a bomláskor lejátszódó folyamatokat. Elemzik azokat a természeti jelenségeket és folyamatokat, amelyek hatására a veszélyes hulladék, vagy valamely bomlásterméke a környezetbe juthat. A lerakót megépülte után is folyamatosan ellenőrzik, a csurgalékvizet összegyűjtik és tisztítják. Magyarországon ilyen veszélyeshulladék-tároló egyedül Aszódon üzemel.
Hazánkban az évente termelt veszélyes hulladékok közel 25-35 százaléka az alumíniumgyártás melléktermékeként keletkező, fokozottan veszélyes hulladékok osztályába tartozó vörösiszap. Bár az alumíniumgyártás, így a vörösiszap mennyisége is egyre inkább visszaesik, de még mindig nem tudni, mit kezdenek az eddig felhalmozott veszélyes hulladékkal, ami nemcsak nehézfémeket tartalmaz, de radioaktív sugárzást is kibocsát. Hasonlóan nagyobb mennyiségben található az azbeszt, részben hőszigetelés, részben azbeszt tetőfedő pala és vízvezeték formájában.

### Háztartási veszélyes anyagok megoszlása[forrás?]
40% Festék, hígító
18% Háztartási vegyszer.
12% Szennyezett csomagoló anyag
10% Gyógyszerek
10% Szárazelem
8% Olajos hulladék
2% Növényvédő szerek

## Építési bontási veszélyes hulladékok
Azbeszt, kátrány, festék, szénhidrogén származékok, toxikus nehézfémek, oldószerek! Általában fenti anyagok teszik veszélyessé a bontási hulladékokat, amelyeket az alábbi táblázat ismertet:
(A hulladék anyagi minősége szerinti csoportok,	hulladék EWC kódja)
Veszélyes anyagokat tartalmazó beton, tégla, cserép és kerámia frakció vagy azok keveréke, 17 01 06
Veszélyes anyagokat tartalmazó üveg, műanyag, fa, 17 02 04
Szénkátrányt tartalmazó bitumen keverék,17 03 01
Veszélyes anyagokkal szennyezett fém,17 04 09
Veszélyes anyagokat tartalmazó föld és kövek, 17 05 03
Veszélyes anyagokat tartalmazó vasúti pálya kavicságya, 17 05 07
Azbeszttartalmú szigetelőanyagok, 17 06 01
Egyéb veszélyes anyag tartalmú szigetelőanyagok, 17 06 03
Azbesztet tartalmazó építőanyagok, 17 06 05
Veszélyes anyaggal szennyezett gipsz, 17 08 01
Higanyt tartalmazó építési hulladékok, 17 09 01
PCB-ket tartalmazó építési vagy bontási hulladékok, 17 09 02
Veszélyes anyagokat tartalmazó egyéb építési,vagy bontási hulladékok, 17 09 03	 

### Vonatkozó magyar jogszabályok
- 41/2000. (XII. 20.) EüM-KöM együttes rendelet az egyes veszélyes anyagokkal, illetve veszélyes készítményekkel kapcsolatos egyes tevékenységek korlátozásáról
- 2012. évi CLXXXV. törvény a hulladékról
- 225/2015. (VIII. 7.) Korm. rendelet a veszélyes hulladékkal kapcsolatos egyes tevékenységek részletes szabályairól

#### Korábbi magyar jogszabályok
- 56/1981. (XI. 18.) MT rendelet a veszélyes hulladékok keletkezésének ellenőrzéséről és az azok ártalmatlanításával kapcsolatos tevékenységekről
- 102/1996. (VII. 12.) Korm. rendelet a veszélyes hulladékokról (hatályon kívül helyezte: 120/2004. (IV. 29.) Korm. rendelet 7. § (2) bek.)[6]
- 98/2001. (VI. 15.) Korm. rendelet, a veszélyes hulladékkal kapcsolatos tevékenységek végzésének feltételeiről (Hatályon kívül helyezte: 225/2015. (VIII. 7.) Korm. rendelet 22. §. Hatálytalan: 2015. VIII. 15-től. Lásd: 225/2015. (VIII. 7.) Korm. rendelet 19. § (2), 20. §.)[7]
- 46/2005. (VI.30.) GKM rendelet a Veszélyes Áruk Nemzetközi Közúti Szállításáról szóló Európai Megállapodás „A” és „B” Mellékletének kihirdetéséről és belföldi alkalmazásáról szóló 20/1979. (IX. 18.) KPM rendelet módosításáról
- 2007. évi CXX törvény a Veszélyes Áruk Nemzetközi Közúti Szállításáról szóló Európai Megállapodás (ADR) kihirdetéséről szóló 1979. évi 19. törvényerejű rendelet módosításáról, valamint az ADR „A” és „B” Melléklete 2007. évi módosításainak és kiegészítéseinek kihirdetéséről (Hatályon kívül helyezve: 2009. évi LVIII. törvény 3. § (1) alapján. A hatályon kívül helyezett törvény címe tévesen jelent meg. Hatálytalan: 2009. VII. 7-től.)[8]